# Пограничная стража (Польша)
Пограничная стража (по-другому — Пограничная служба, пол. Straż Graniczna) — правоохранительный орган Польши, обеспечивающий охрану её государственной границы.

## История
Польская пограничная служба была основана в 1928 году. Во времена Второй Польской Республики она отвечала за северную, западную и южную границу (с Германией, Вольным городом Данцигом, Чехословакией и Румынией), восточная же граница с Советским Союзом была под контролем отдельного корпуса охраны границы.
В конце 1938 — начале 1939 года, после начала изменений границ в Восточной Европе, пограничная служба взяла на себя охрану границы с Литвой, а Корпус охраны границы переместил часть своих подразделений на недавно установленную границу с Венгрией. Кроме того, каждый пост пограничной охраны был усилен взводом Сухопутных войск.
В период Польской Народной Республики роль пограничников выполняли Войска охраны пограничья, входившие в состав Польской Народной Армии и подчинявшиеся непосредственно Министерству внутренних дел ПНР (в 1965—1971 годах — Министерству национальной обороны ПНР).
С 1 мая 2004 года, со дня, когда Польша стала членом Европейского Союза, Пограничная служба выполняет обязанности по охране и защите границ Польши и ЕС.
16 мая ежегодно отмечается как День Пограничной стражи.
Архив Пограничной стражи находится в Щецине.

## Награды
- Медаль «За заслуги» (2018 год, Словения) — за заслуги в преодолении миграционного кризиса в период 2015-2016 годов[1].